# 拉拉塞勒
拉拉塞勒（法語：Lalacelle，法語發音：[lalasɛl] ⓘ）是法国奥恩省的一个市镇，属于阿朗松区。

## 地理
拉拉塞勒（48°28'32"N, 0°8'36"W）面积13.37 平方千米，位于法国诺曼底大区奧恩省，该省份为法国西北部内陆省份，北起顺时针与卡爾瓦多斯省、厄尔省、厄尔-卢瓦省、萨尔特省、马耶讷省和芒什省接壤。
与拉拉塞勒接壤的市镇（或旧市镇、城区）包括：锡拉勒、尚弗雷蒙、普雷昂帕伊-圣桑松、冈德兰。

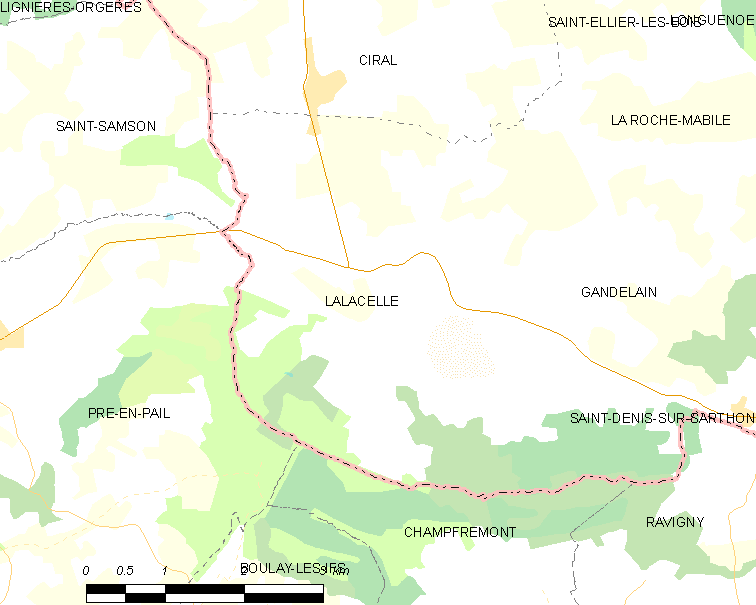
拉拉塞勒的OSM定位图

拉拉塞勒的时区为UTC+01:00、UTC+02:00（夏令时）。

## 行政
拉拉塞勒的邮政编码为61320，INSEE市镇编码为61213。

## 政治
拉拉塞勒所属的省级选区为达米尼县。

## 人口

1962-2008年间拉拉塞勒人口变化图示

拉拉塞勒于2022年1月1日时的人口数量为266人。